# Aoki, Nagano
Aoki (japanska: 青木村?, Aoki-mura) är en landskommun (by) i Nagano prefektur i Japan.  